# Shunryu Suzuki
Shunryu Suzuki (鈴木 俊隆 Suzuki Shunryū, dharma naam: Shogaku Shunryu) (18 mei 1904 - 4 december 1971) was een Japanse Zen meester van de Soto-school, die in de Verenigde Staten een van de eerste leraren was. In Europa is hij voornamelijk als auteur bekend.
Hij werd in 1959 naar San Francisco gestuurd om te helpen in een kleine Japans-Amerikaanse tempel, Sokoji, in de wijk Japantown in San Francisco. Rond die tijd waren met name de beatniks nieuwsgierig geworden naar Zen. De tegencultuur in San Francisco ging Suzuki opzoeken en vroeg hem Zen uit te leggen. Suzuki was heel kort: "Ik zit hier elke dag om 5:40 in zazen en als jij ook hier bent kan jij er bij komen zitten."
De voornamelijke blanke groep die bij Suzuki kwam zitten vormde uiteindelijke het San Francisco Zen Centrum. Later werd ook een kuuroord in de bergen aangeschaft, dat werd omgebouwd in het klooster Tassajara Zen Mountain Center. Suzuki werd vervolgens de eerste abt van het eerste boeddhistische klooster buiten Azië. Veel van zijn teishos (zengesprekken) en lezingen werden in boekvorm gedrukt.

## Lineage
Leerlingen
- David Chadwick (priester)